# Epidendrum albertii
Epidendrum albertii är en orkidéart som beskrevs av Rudolf Schlechter. Epidendrum albertii ingår i släktet Epidendrum och familjen orkidéer. Inga underarter finns listade i Catalogue of Life.